# Hoplosmia anceyi
Hoplosmia anceyi is een vliesvleugelig insect uit de familie Megachilidae. De wetenschappelijke naam van de soort is voor het eerst geldig gepubliceerd in 1879 door Pérez.